# Ajuntament de Torroella de Fluvià
L'Ajuntament de Torroella de Fluvià és una casa consistorial de Torroella de Fluvià (Alt Empordà) inclosa a l'Inventari del Patrimoni Arquitectònic de Catalunya.

## Descripció
Edifici situat a la Plaça Municipal al qual s'accedeix a través de tres graons de maó. És un edifici de planta baixa, pis i golfes. La planta baixa té un porxo creat amb tres arcs de mig punt. Al primer pis trobem tres obertures rectangulars amb una balconada correguda. A les golfes dues petites finestres entre les quals hi ha un rellotge. El teulat és a dues vessants.